# Philotrypesis caricae
Philotrypesis caricae (лат.) — вид наездников рода Philotrypesis из семейства Птеромалиды (до 2022 года в Agaonidae). Мелкие насекомые (длина тела около 2 мм), развивающиеся в плодах инжира как фитофаги и клептопаразиты инжирного плодового наездника.

## История
Вид был впервые описан в 1762 году шведским натуралистом Карлом Линнеем под названием Cynips caricae Linnaeus, 1762. В 1885 году Густав Майр включил его в состав рода Philotrypesis.
Линней (1758) был первым учёным, который описал насекомое на фикусе. В «Системе природы» он описал аристотелевского «psen» из инжира (Ficus carica) как Cynips psenes и C. sycomori из Ficus sycomorus. Однако, ещё ранее, ученик Линнея Гассельквест (1757) в своём маршруте путешествия в Палестину описал Cynips ficus и C. caricae из инжира (Ficus carica), а C. cycomori из сикомора (F. sycomorus). Эти описания, с небольшими изменениями, были повторены во второй части, добавленной к немецкому переводу «Iter» (1762). Тем временем Линней, предположительно решив, что Cynips ficus и C. caricae, вероятно, представляют собой два пола одного вида, объединил их под названием Cynips psenes. Первоначальное описание C. ficus «corpus totum rufum» и, следовательно, косвенное описание C. psenes, казалось, не соответствовало блестящему чёрному насекомому, которое Gravenhorst (1829) описал как Blastophaga grossorum: номенклатурный результат выраженного полового диморфизма.
Cynips caricae впоследствии был заменён на младший синоним Philotrypesis caricae (L.) решением Международной комиссии зоологической номенклатуры (1964, Opinion 694).

## Описание
Длина тела самки около 2 мм (не считая яйцеклада, с ним в 2—3 раза больше), основная окраска коричневая. Растения-хозяева: Инжир (Ficus carica) и Ficus palmata. Вид Philotrypesis caricae клептопаразит инжирного плодового наездника. Личинки Ph. caricae питаются внутри фиги, конкурируя с Blastophaga psenes. Личинка P. caricae завершает своё развитие, окукливается и выходит из соцветия в виде бескрылого самца или оплодотворённой крылатой самки наездника. Самки покидают свой сиконий в поисках сиконий нового поколения, населённых B. psenes, откладывают яйца на внешней стороне сикония и начинают другой цикл, который не играет никакой роли в опылении инжира.

## Распространение
Палеарктика; интродуцирован в афротропические, австралийские, неарктические и ориентальные регионы.
Европа (в том числе, Италия, Франция, Украина); Израиль, Кавказ, Турция, Средняя Азия; Соединённые Штаты Америки.